# Hans Ableger
Hans Ableger (fl. XV secolo) è stato un pittore austriaco, attivo a Wiener Neustadt.

## Biografia
Allievo del pittore Konrad Herer, nel 1748 fu invitato a dipingere alla corte di Federico III d'Asburgo nel castello di Wiener Neustadt; gli furono inoltre commissionate alcune vetrate per la cattedrale della medesima città.